# Universidad de Televisión y Cine de Múnich
}}
La Universidad de Televisión y Cine de Múnich (en alemán: Hochschule für Fernsehen und Film München, acrónimo HFF Munich) es un centro de estudios superiores cinematográficos de carácter público situado en Múnich, Alemania. El centro se estableció en 1966 por decreto del gobierno bávaro. La Universidad de Televisión y Cine de Múnich es una de las escuelas cinematográficas más prestigiosas de Alemania y cuenta con aprox. 350 estudiantes. La escuela celebró su 40. aniversario en noviembre de 2007.

## Cursos
Los grupos son reducidos con un ratio 1:9 entre el profesor y los alumnos, mientras que el ratio entre empleados y alumnos es de 1:4.
- Departamento III - Dirección de dramas para cine y televisión (7-9 plazas)
  - Departamento III/K - Fotografía/Ficción (2-4 plazas)
  - Departamento III/D - Guion/Ficción (2-4 plazas)
- Departamento IV - Dirección de películas documentales de reportajes para cine y televisión (7-9 plazas)
  - Departamento IV/K - Fotografía / Documental (2-4 plazas)
  - Departamento IV/D - Guion / Documental (2-4 plazas)
- Departamento V - Producción de películas y economía de los medios (10-15 plazas)

Todos los estudiantes tienen que acudir a las clases coordinadas por los departamentos I (estudio de los medios y comunicación) y II (tecnología de los medios).
Además, los estudiantes tienen que escoger asignaturas inter-departamentales de estos campos:
- Redacción creativa
- Periodismo de televisión
- Publicidad

## Alumnos famosos
- Byambasuren Davaa
- Florian Henckel von Donnersmarck
- Doris Dörrie
- Uli Edel
- Bernd Eichinger
- Roland Emmerich
- Florian Gallenberger
- Katja von Garnier
- Mika Kaurismäki
- Caroline Link
- Wim Wenders
- Sönke Wortmann
- Dominik Graf